# Wilton (Dakota Północna)
Wilton – miasto w Stanach Zjednoczonych, w stanie Dakota Północna, w hrabstwie Burleigh.